# Sultanat de Tadjoura
 (mars 2023).
La mise en forme du texte ne suit pas les recommandations de Wikipédia : il faut le « wikifier ».
Les points d'amélioration suivants sont les cas les plus fréquents. Le détail des points à revoir est peut-être précisé sur la page de discussion.
- Les titres sont pré-formatés par le logiciel. Ils ne sont ni en capitales, ni en gras.
- Le texte ne doit pas être écrit en capitales (les noms de famille non plus), ni en gras, ni en italique, ni en « petit »…
- Le gras n'est utilisé que pour surligner le titre de l'article dans l'introduction, une seule fois.
- L'italique est rarement utilisé : mots en langue étrangère, titres d'œuvres, noms de bateaux, etc.
- Les citations ne sont pas en italique mais en corps de texte normal. Elles sont entourées par des guillemets français : « et ».
- Les listes à puces sont à éviter, des paragraphes rédigés étant largement préférés. Les tableaux sont à réserver à la présentation de données structurées (résultats, etc.).
- Les appels de note de bas de page (petits chiffres en exposant, introduits par l'outil «  Source ») sont à placer entre la fin de phrase et le point final[comme ça].
- Les liens internes (vers d'autres articles de Wikipédia) sont à choisir avec parcimonie. Créez des liens vers des articles approfondissant le sujet. Les termes génériques sans rapport avec le sujet sont à éviter, ainsi que les répétitions de liens vers un même terme.
- Les liens externes sont à placer uniquement dans une section « Liens externes », à la fin de l'article. Ces liens sont à choisir avec parcimonie suivant les règles définies. Si un lien sert de source à l'article, son insertion dans le texte est à faire par les notes de bas de page.
- La présentation des références doit suivre les conventions bibliographiques. Il est recommandé d'utiliser les modèles {{Ouvrage}}, {{Chapitre}}, {{Article}}, {{Lien web}} et/ou {{Bibliographie}}. Le mode d'édition visuel peut mettre en forme automatiquement les références.
- Insérer une infobox (cadre d'informations à droite) n'est pas obligatoire pour parachever la mise en page.

Pour une aide détaillée, merci de consulter Aide:Wikification.
Si vous pensez que ces points ont été résolus, vous pouvez retirer ce bandeau et améliorer la mise en forme d'un autre article.
Le sultanat de Tadjoura ou  sultanat de Tadjourah est un ancien État d'Afrique orientale.

## Histoire
Le sultanat de Tadjoura est fondé au XVe siècle selon des récits afars. Au XIVe siècle, son territoire aurait été sous l'autorité des dirigeants de Zeila.
En 1875, l'Égypte, qui a obtenu de l'empire ottoman la souveraineté sur les côtes occidentales de la mer Rouge, lance une offensive sur l'intérieur de la Corne. Une troupe part de Tadjoura sous la direction du Suisse Werner Munzinger. Cette armée est écrasée vers Afambo, mais des troupes égyptiennes restent ensuite présentes à Tadjoura.
Le 21 septembre 1884, le sultan de Tadjoura, «Hamed ben Mohamed (…) s’engage à ne signer de traité avec aucun autre pays sans l’assentiment du commandant d’Obock», ce qui en droit international (principalement européen alors) de l'époque est interprété comme l'acceptation d'un protectorat français. Le 17 novembre 1884, lendemain du départ des troupes égyptiennes, la ville est formellement occupée par la France. Cependant, l'administration française ne s'y installe qu'à partir de 1928.
À cette date, Húmmed Mahámmad est imposé comme sultan par l'administration coloniale de la côte française des Somalis, en dépit de l'ordre de succession prévu. Cela consacre la perte d'autonomie du sultanat face à l'administration, coloniale jusqu'en 1977, puis djiboutienne. Le titulaire de la charge est depuis rémunéré par l'administration, en plus des redevances qu'il peut éventuellement obtenir des habitants pour l'utilisation de terrains de pâturages ou divers services.

## Les sultans
Liste de «sultans» (ou dardars) de Tadjoura. À partir de 1620, deux branches descendantes de Mahámmad, par Burhan et Dîni, occupent la fonction alternativement avec celle de «vizir» (bonoïta). Il y a cependant des ruptures, comme en 1680 (à moins qu'il ne manque un titulaire qui serait Mûsa b. Kâmil) ou en 1770 (à moins qu'il ne manque Nassâr b. Mahámmad).
- c. 1450 : ’Asa Kâmil
- c. 1480 : Shehém
- c. 1510 : Hindiwân
- c. 1540 : Hámad
- c. 1570 : Húmmad
- c. 1600 : Mahámmad
- c. 1620 : Burhan b. Mahámmad
- c. 1620 : Dîni b. Mahámmad[3]
- c. 1655 : Kâmil b. Burhan
- c. 1655 : Hámad b. Dîni
- c. 1680 : Dîni b. Hámad[4]
- c. 1705 : Hámad b. Mûsa
- 1705 : Mahámmad b. Dîni
- c. 1740 : Mahámmad b. Hámad
- c. 1770 : Hámad b. Nassâr
- c. 1770 : Húmmad b. Mahámmad
- c. 1800-1820 : Mandáytu b. Hámad
- 1821-1859 : «Ad’Allom» Mahámmad b. Húmmad
- 1860-1862 : Mahámmad b. Mandáytu
- 1863-1879 : Húmmad b. «Ad’Allom» Mahámmad
- 1880-1912 : Hummad b. Mahámmad b. Mandáytu
- 1913-1927 : Mahámmad b. Arbâhim
- 1928-1962 : Húmmed b. Mahámmad
- 1964-1984 : Habíb b. Hámad b. Húmmad b. Mahámmad b. Mandáytu
- 1985-2019 : ’Abdulkâdir «’Abdo» b. Húmmed b. Mahámmad
- 2022- : Ali Habib Ahmed[5]